# Gharnati
Il Ṭarab al-gharnāṭī (in arabo طرب غرناطي‎?, lett. "Musica granadina") è un sottogruppo della musica Algeriano arabo-andalusa, nato nella Spagna musulmana, più precisamente nella città di Granada, capitale del Sultanato di Granada, ultimo regno musulmano in Spagna. I musulmani granadini iniziarono a lasciare la regione ancor prima che la Reconquista finisse, portando in Maghreb tradizioni musicali il cui stile è il risultato di una simbiosi tra i vari stili arabo-iberici.
Il Ṭarab al-gharnāṭī viene di solito eseguito in piccole orchestre, composte da musicisti sia strumentisti che cantanti. La canzone viene eseguita all'unisono dal piccolo insieme, a volte viene arricchito con ornamenti vocali effettuati da un munshid ("cantante"), e questo è ciò che differenzia il Gharnati dagli altri stili di musica arabo-andalusa.

## Storia
All'inizio del XIV secolo, Granada e Tlemcen condividevano interessi comuni e alleanze consolidate: le dinastie dei Nasridi del Sultanato di Granada e gli Zayyanidi del Regno di Tlemcen (attuale Algeria) erano alleate tra di loro contro il Regno d'Aragona e la dinastia merinide del Maghreb al-Aqsa (attuale Marocco). I Merinidi e gli Zayyanidi avevano inoltre molti funzionari e soldati andalusi al loro servizio. Questi stretti rapporti, portarono un gran numero di famiglie del Sultanato di Granada ad abbandonare la loro terra per il Maghreb. La presa di Granada del 1492 da parte dei re cattolici e l'espulsione dei moriscos del 1609, contribuirono a loro volta a rafforzare il patrimonio arabo-andaluso in Maghreb.
Agli inizi del XX secolo, molte associazioni di musica granadina sorsero nelle città del l'Algeria e del Marocco orientale.

## Artisti principali

### Algeria

#### Grandi maestri
- Larbi Bensari
- Abdelkrim Dali
- Sfindja Mohamed Ben Ali
- Mohamed Ben Teffahi
- Abderrahmane Menemmeche
- Ben Farachou
- Sid Ahmed Serri
- Cheikha Tetma
- Fadhéla Dziria
- Meriem Fekkaï
- Reinette l'Oranaise
- El Hadj Mohamed El Ghaffour
- El Hachemi Guerouabi
- Salim Halali
- El Hadj Djaïdir Hamidou
- Mohamed Fakhardji
- M'alem Bouchara
- Fekhardji Mohamed
- Saoud l'Oranais

#### Celebrità attuali
- Nouri Koufi
- Leila Benmrah
- Nassima Châabane
- Dalila Mekadder
- Rym Hakiki
- Nisrine Ghenim

### Marocco
- Ahmed Piro
- Ahmed Zniber
- Zohra Al Fassiya
- Bahaâ Ronda
- Mohamed Salah Chaabane
- Amina Alaoui